# ستيف وايت (عازف قيثارة)
ستيف وايت هو عازف قيثارة ألماني، ولد في 1965.

## وصلات خارجية
- ستيف وايت على موقع ميوزك برينز (الإنجليزية)
- ستيف وايت على موقع ديسكوغز (الإنجليزية)